# Bách Tế Đông Thành vương
Đông Thành Vương (?-501, trị vì 479-501) là vị quốc vương thứ 24 của Bách Tế, một trong Tam Quốc Triều Tiên.

## Bối cảnh
Ông là con trai của Côn Kĩ (Gonji), đệ của vị quốc vương thứ 22 là Văn Chu Vương, ông đã trở về Bách Tế từ Nụy Quốc Nhật Bản năm 477 sau khi biết việc kinh đô Bách Tế thất thủ. Cổn Kĩ mất cùng năm, và cũng giống như Văn Chu Vương, ông có thể đã bị Giải Cừu (Hae Gu) sát hại. Đông Thành Vương xuất hiện và được đưa lên ngôi là nhờ gia tộc Chân (Jin), thế lực chiếm ưu thế sau cuộc nổi loạn của Giải Cừu. Sau khi Tam Cân Vương qua đời mà không có con, ngai vàng được trao cho Đông Thành Vương.

## Trị vì
Ông đã tiến hành củng cố quyền lực triều đình sau khi kinh đô được di dời từ khu vực Seoul ngày nay tới Hùng Tân (Ungjin). Ông đã cho xây một số thành để tạo nên kinh đô mới. Ông thu nạp các gia tộc địa phương là Tát (Sa), Duyên (Yeon), và Bạch (Baek) vào triều đình để chống lại các quý tộc bảo thủ từ thời ở cố đô.
Đông Thành Vương cử một đoàn sứ thần triều cống đến Nam Tề vào năm 484, tái phục hồi quan hệ với các triều đại miền Nam Trung Quốc sau một thời gian dài gián đoạn. Ông lập liên minh với Tân La thông qua hôn nhân với một nữ quý tộc Tân La vào năm 493, và hai nước cùng kết hợp chống lại Cao Câu Ly vào năm 495.
Năm 498, quân Bách Tế chinh phục Đam La, vương quốc nằm trên đảo Jeju (Tế Châu), vốn đã chính thức chấp nhận quyền cai trị của Bách Tế từ 22 năm trước, bởi nước này không gửi cống nạp.
Nam Tề thư thuật lại rằng Đông Thành Vương đã cử quân đội đến Liêu Đông và Liêu Tây để đánh bại quân Cao Câu Ly.

## Qua đời
Bắt đầu năm 499, Bách Tế bị ảnh hưởng bởi nạn đói, nhưng theo Tam quốc sử ký (Samguk Sagi) thì nhà vua không bận tâm. Ông tiếp tục lối sống buông thả trong khi cướp bóc tràn lan.
Vào cuối thời kỳ trị vì của Đông Thành Vương, các gia tộc địa phương của kinh đô mới đã làm lu mờ các gia tộc quyền lực theo truyền thống là Giải (Hae) và Chân (Jin), và thậm chí gây áp lực lên vương quyền. Đông Thành Vương đã tìm cách để kiềm chế họ bằng cách lưu đày Bạch Gia (Baek Ga) đến một thành xa xôi. Điều này gây nên sự oán hận, và lực lượng của Bạch Gia đã ám sát Đông Thành Vương khi ông đi săn.